# Claude Marie Dubufe

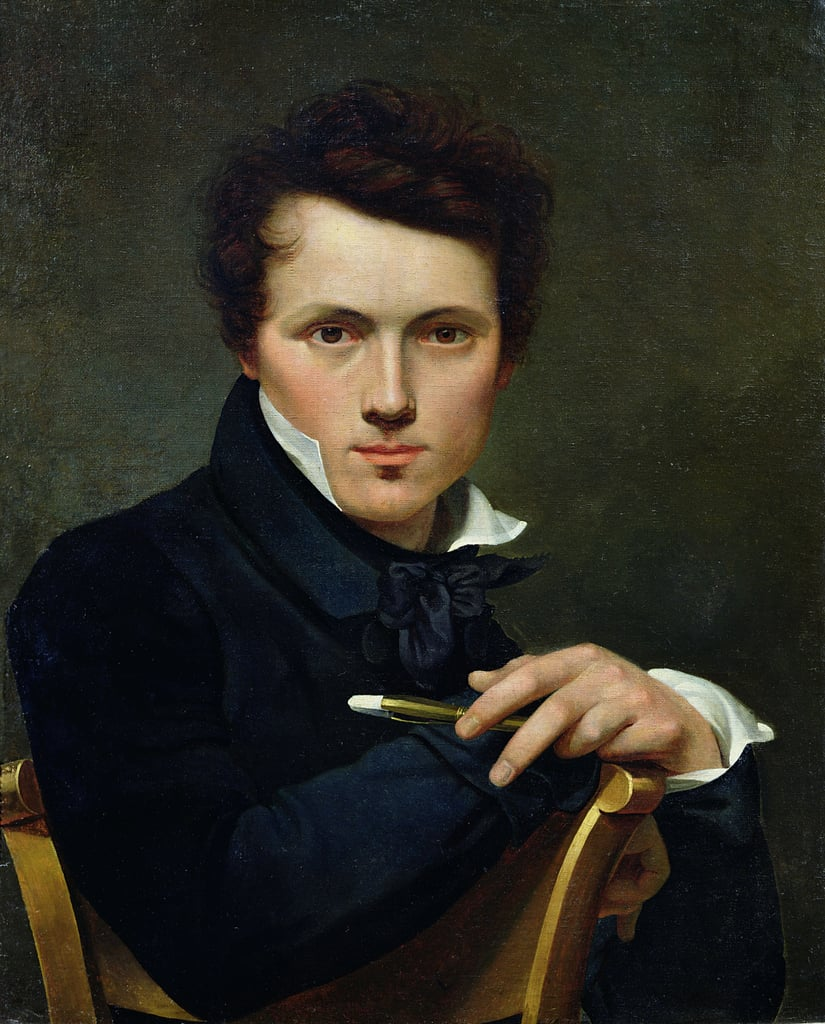
Selbstporträt

Claude Marie Paul Dubufe (* 1790 in Paris; † 24. April 1864 in La Celle-Saint-Cloud) war ein französischer Maler.

## Leben
Dubufe war ein Schüler des Malers Jacques-Louis David und debütierte 1810 mit seinem historischen Genrebild Freiwilliger Hungertod eines Römers mit seiner Familie im Pariser Salon. Im Jahr 1812 war sein Gemälde Achill und Iphigenie neben einer Reihe von Porträtbildnissen dort zu sehen. Er verlegte sich seither überwiegend auf die Bildnismalerei und fertigte nur noch vereinzelt biblische oder historische Bilder für den Salon. In den Jahren 1828 bis 1831 hielt er sich in London auf und beschickte die Ausstellungen der Royal Academy. Er schuf zudem eine Gemäldeinterpretation des Gedichts Paradise Lost von John Milton.
Vom 15. März bis 24. Juni 2018 veranstaltete das Musée des Avelines de Saint-Cloud unter dem Titel Claude-Marie, Édouard et Guillaume Dubufe, 1790–1909 : la peinture en héritage eine Gruppenausstellung der Künstlerfamilie.

## Familie

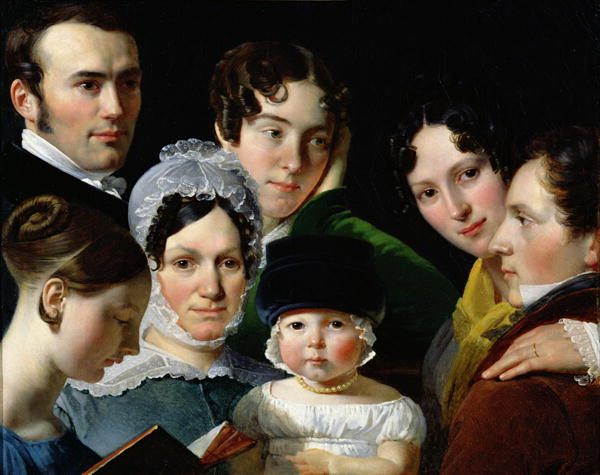
Familie Dubufe 1820

Dubufe war mit Edmée-Françoise (geborene Duménillet; 1793–1837) verheiratet. Sein Sohn, Édouard Dubufe (1819–1883), der mit der Bildhauerin Juliette (geborene Zimmermann) verheiratet war, wurde ebenfalls Maler. Sein Selbstbildnis, das von Loÿs Delteil radiert wurde, und ein Bildnis seiner Familie blieben lange im Familienbesitz und gehörten der Witwe seines Enkels, des Malers Guillaume Dubufe. Sie gelangten später in den Louvre. Der Enkel hatte eine Tochter, die Porträt- und Landschaftsmalerin wurde.
Dubufe hatte eine Schwester, Joséphine-Anne Dubufe (1793–1861), die mit Arnoult-Philibert de Pincepré (1792–1840) verheiratet war.

## Werke (Auswahl)
- 1820: Apollo und Cyparissus (Musée Calvet in Avignon)
- 1822: Christus beruhigt den Sturm auf dem Meer
- 1824: Venus und Psyche
- 1827: Die hl. Margarete von Schottland, den Armen die Füße waschend
- 1827: Christus auf dem Meere wandelnd
- 1827: Befreiung Petri aus dem Gefängnis (für Saint Pierre de Chaillot in Paris)
- 1833: Don Juan

Porträts
- 1834: Graf Jules de la Rochefoucault
- 1835: Graf Cassa Lombella
- 1836: Marschall Grouchy
- 1863: Die Tänzerin Mlle Vernon in der Rolle der Fenella in „Die Stumme von Portici“